# 시스템 디밸롭먼트 코퍼레이션
시스템 디밸롭먼트 코퍼레이션(System Development Corporation, SDC)은 샌타모니카에 위치한 소프트웨어 기업이다. 1955년 설립되었으며 비슷한 부류의 기업 중 최초의 기업으로 간주된다.

## 역사
SDC는 랜드 연구소의 SAGE 방공 시스템을 위한 시스템 공학 단체로 시작하였다. 랜드는 대형의 복잡하고 컴퓨터에 의해 통제되는 시스템의 설계, 연동, 테스트를 위해 미군을 위한 전문 지식을 제공한 비영리 단체로서 1957년 이 그룹을 새 회사로 분리시켰다. SDC는 1969년 영리 단체가 되었고 미군에게만이 아닌, 모든 단체에 서비스를 제공하기 시작하였다.

### 소유권
1980년 SDC는 Burroughs Corporation에 인수되었다.
1986년, Burroughs는 스페리 코퍼레이션에 병합되면서 유니시스가 설립되었고 SDC는 유니시스 디펜스 시스템스에 편입되었다.
1991년, 유니시스 디펜스 시스템스의 이름이 Paramax로 변경되었으며 이는 유니시스가 온전히 소유하고 있던 자회사였으므로 유니시스의 부채를 줄이기 위해 새 회사로 분리시킬 수 있었다.
1995년, 유니시스는 Paramax를 로럴 코퍼레이션에 인계하였으나 SDC에서 기원된 일부 프로젝트를 포함한 아주 작은 부분은 유니시스에 그대로 남아있었다.
1996년, Loral은 Paramax를 록히드 마틴에 인계하였다.

## 소프트웨어 프로젝트
1960년대에 SDC는 방위고등연구계획국(DARPA)의 AN/FSQ-32 메인프레임 컴퓨터를 위한 시분할 시스템을 개발하였다. Q-32는 다중 사용자와 컴퓨터 간 통신을 둘 다 지원하는 최초의 시스템들 가운데 하나였다. 메사추세츠 공과대학교의 TX-2 전용 모뎀 연결의 실험은 이메일 등의 컴퓨터 통신 애플리케이션이 만들어지는 계기가 되었다. 1960년대에 SDC는 JOVIAL 프로그래밍 언어와 시분할 데이터 관리 시스템(TDMS, Inverted File Database System)을 개발하였다. 이것들 모두 실시간 군사 시스템에 공통적으로 사용된다.

## 추가 문헌
- Records of the System Development Corporation at en:Charles Babbage Institute, University of Minnesota. Includes a history file with information about the 랜드 연구소, the System Development Division, and the System Development Corporation. Contains correspondence, meetings and minutes, symposiums and presentations, product literature, technical literature, reports on systems engineering, systems design, human-computer interaction, and user interfaces, and a subject file.
- Oral history interview with Jules I. Schwartz at en:Charles Babbage Institute, University of Minnesota. When Rand organized the System Development Corporation, Schwartz went to the new company. Schwartz describes his association with SAGE, his work on timesharing for the en:AN/FSQ-32 computer, computer networks, and control system projects (including TDMS).
- Oral history interview with Robert M. Fano at en:Charles Babbage Institute, University of Minnesota. Fano discusses his move to computer science from information theory. Topics include System Development Corporation (SDC) among others.